# Gianluca Pierobon
Gianluca Pierobon (né le 2 mars 1967 à Gallarate, en Lombardie) est un coureur cycliste italien, professionnel de 1989 à 1998. Il a notamment remporté une étape du Tour d'Italie 1991.

## Palmarès

### Palmarès amateur
- 1984
  - 2e du championnat d'Italie sur route juniors
  - 2e du Trofeo Buffoni
- 1985
  -  Champion d'Italie sur route juniors
  - Trofeo Buffoni
  - 9e du championnat du monde sur route juniors
- 1986
  - Trofeo Panificio Bonanomi
- 1988
  - Grafton to Inverell Classic
  - Coppa d'Argento Giovanni Brunero
  - Prologue (contre-la-montre par équipes) et 5e étape du Tour de la Vallée d'Aoste

### Palmarès professionnel
- 1990
  - 2e du Tour de Calabre
- 1991
  - 2eb étape du Tour d'Italie (contre-la-montre)
- 1992
  - Grand Prix International du Café
  - 3e du championnat d'Italie de cyclo-cross
- 1994
  - 4e étape du Tour d'Aragon
  - 1re étape du Tour de Suisse (contre-la-montre)
  - 3e du Tour de Suisse
- 1995
  - 5e étape de Tirreno-Adriatico

## Résultats sur les grands tours

### Tour de France
1 participation
- 1997 : 133e

### Tour d'Italie
3 participations
- 1990 : 85e
- 1991 : abandon (15e étape), vainqueur de la 2eb étape (contre-la-montre)
- 1994 : abandon (20e étape)

### Tour d'Espagne
1 participation
- 1994 : 104e